# 台头镇 (乡宁县)
台头镇，是中华人民共和国山西省临汾市乡宁县下辖的一个乡镇级行政单位。

## 行政区划
台头镇下辖以下地区：
台头村、高家河村、东庄村、桃花山村、西圪瘩村、李子坪村、神角村、桥上村、孔家村和峰岭村。